# Krogulec skromny
Krogulec skromny (Tachyspiza minulla) – gatunek ptaka drapieżnego z rodziny jastrzębiowatych (Accipitridae), występujący w Afryce Wschodniej, Środkowej i Południowej. Nie jest zagrożony wyginięciem.

## Systematyka i zasięg występowania
Blisko spokrewniony z krogulcem tropikalnym (T. erythropus), niekiedy traktowano je jako jeden gatunek. Część systematyków uznaje T. minulla za takson monotypowy, natomiast Międzynarodowy Komitet Ornitologiczny (IOC) wyróżnia dwa podgatunki:
- T. m. tropicalis Reichenow, 1898 – południowa Somalia wzdłuż wybrzeży do wschodniego Mozambiku
- T. m. minulla (Daudin, 1800) – Etiopia i południowy Sudan do Angoli i RPA

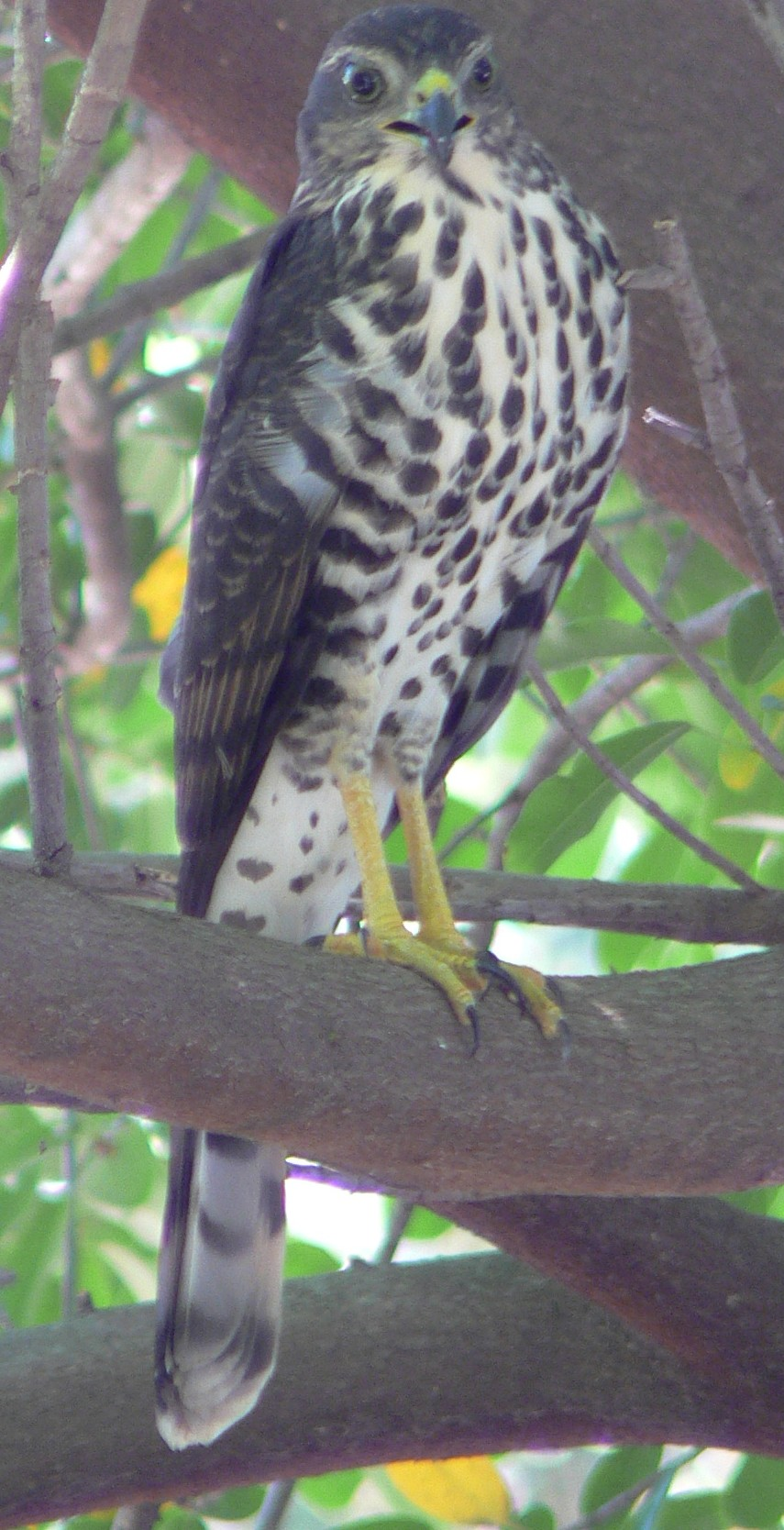
Osobnik młodociany

## Morfologia
Długość ciała: 23–27 cm, rozpiętość skrzydeł 39–50 cm. Masa ciała: samce 74–85 g, samice 68–105 g.
Grzbiet ma barwę szarą, ogon szarą z białymi pasami i plamkami. Głowa i policzki są szare, szyja biała, brzuch i klatka piersiowa biała w brązowe paski, oczy pomarańczowo-żółte, woskówka i nogi żółte. Młode mają brązowy grzbiet, brzuch i klatka piersiowa biała z ciemnobrązowymi elementami.

## Ekologia i zachowanie
Krogulce skromne żyją w otwartych, wilgotnych lasach, skupiskach akacji i gęstych buszach, na wysokości do 3000 m n.p.m. Żywią się mniejszymi ptakami, jaszczurkami, nietoperzami i owadami. Polują z ukrycia lub podczas lotu.
Samice składają zwykle 2 jaja. Inkubacja trwa około 32 dni. Młode są w pełni opierzone po około 26 dniach od wyklucia.

## Status
Międzynarodowa Unia Ochrony Przyrody (IUCN) uznaje krogulca skromnego za gatunek najmniejszej troski (LC – least concern) nieprzerwanie od 1988 roku. Trend liczebności populacji uznaje się za stabilny.